# 用明天皇職人鑑
『用明天皇職人鑑』（ようめいてんのうしょくにんかがみ）は、近松門左衛門が書いた人形浄瑠璃の物語。全五段。

## 作品概要
この物語は、宝永2年（1705年）に竹本で初演された、人形浄瑠璃である。脚本は竹田出雲が担当した。近松門左衛門の代表作として有名な『曽根崎心中』が、世間に広く知れ渡るようになり、それを機に竹本義太夫が引退するのを竹田出雲が留まらせ、宝永2年（1705年）にこの脚本を担当したのが作品の始まりである。
楽譜が失われていたため上演は長く途絶えていたが、近年になって三段までの楽譜が大阪から発見され、鶴澤清治の復元により2009年7月3日に紀尾井ホールで上演された。

## 作品解説
花人親王と呼ばれる後の用明天皇が、仏教を厚く信仰し、敏達天皇の息子で仏教廃仏派の山彦王子と対立していくあらすじである。経緯としては、最終的に仏教を崇める花人親王が、廃仏派の山彦王子を疎外するといった展開である。

### 聖徳太子との関わり
この作品は主人公のモデルとなった用明天皇が、同じく飛鳥時代の皇族である聖徳太子の父であるという逸話から、後代に伝えられた聖徳太子にまつわる伝説を取り入れているのが特徴である。
具体的には、用明天皇（花人親王）と、玉世姫のあいだにできた子が聖徳太子になったというのが、この物語の結末である。
この玉世姫とは、大分県に伝わる『真名野長者伝説』に取材したものであり、「般若姫」というのが本名で、その娘・玉絵姫は、父の用明天皇に会えないまま私生児になったとされているが、一方で、この私生児こそ聖徳太子であるという異説も伝わっている。近松門左衛門は、この伝承を蘇えらせたものであり、後者の説を採っている。